# Carlos Arrechea
Carlos Gerardo Arrechea Moreno (La Habana, 17 de enero de 1990) es un actor y modelo cubano. Su papel más conocido es Sebastián de la serie de Nickelodeon Latinoamérica Grachi.

## Biografía y carrera

### Inicios
Carlo Arrechea nació en La Habana, Cuba, bajo el signo de Capricornio. Desde niño su vida ha estado ligada al mundo de la actuación. Su carrera comenzó a los 6 años El joven actor emigró a Miami en 2002 con su madre y su abuelo, quien se convirtió en su figura paterna después de la muerte de su padre, Carlo. Su familia no estaba muy de acuerdo a su pasión por el arte. Para complacerlos, Carlo empezó a estudiar psicología, pero todavía con ganas de materializar su sueño y se dio cuenta de que su futuro estaba actuando. Él se retiró de la psicología y comenzó a estudiar a tiempo completo actuación para perfilar su talento profesional.
A lo largo de su carrera, Carlo ha participado en telenovelas como Más sabe el diablo, El Cartel 2 y Alguien te mira, que salieron al aire en Telemundo. Carlo ha trabajado en 6 obras de teatro en Miami, y en los cortometrajes Fate´s Decree, y El Manantial

### 2011-2013:GrachiyEl Talismán
En febrero de 2011, firmó con Nickelodeon Latinoamérica y se unió a la serie de televisión Grachi, una telenovela de fantasía adolescente donde personificó a "Sebastián", un adolescente divertido típico pero muy noble que odia bañarse o cepillarse los dientes. Él es también uno de los chicos más populares en la escuela "Escolarium", y él es parte del equipo de natación llamado "Los Tiburones". Grachi es vista internacionalmente y ha sido vendida a más de 52 países, incluso en Italia, Polonia, Argentina, Bolivia, Chile, Costa Rica, Colombia, República Dominicana, Ecuador, El Salvador, Guatemala, Honduras, México, Nicaragua, Panamá, Paraguay, Perú y Venezuela, y 36 territorios de habla francesa, entre ellos Francia, Bélgica y Suiza.
Después de que terminó de grabar la segunda temporada de Grachi, comenzó a trabajar con Univision, en su segunda producción original, "El Talismán", donde interpretó el papel de "Juancho".
A finales de 2012 comenzó a grabar la tercera y última temporada de Grachi, la cual se emitió en 2013.

### 2014: La ReBusqueda
A comienzos del 2014, Carlo Arrechea fue elegido para protagonizar la película "La Rebúsqueda", una comedia romántica Salvadoreña. La cual rompió récord de taquilla en ese País.
En julio de ese mismo año empezó a tomar clases de actuación en la ciudad de Los Ángeles, en la famosa escuela Stella Adler.

## Reconocimientos
La reconocida y restigiosa revista People en Español eligió al joven actor como "nueva cara" de la actuación.

## Filmografía

### Cine
| Año  | Título        | Papel | Rol          |
| ---- | ------------- | ----- | ------------ |
| 2014 | La Rebúsqueda | Luis  | Protagonista |

### Televisión
| Año       | Título          | Papel     | Cadena                    | Rol                                  |
| --------- | --------------- | --------- | ------------------------- | ------------------------------------ |
| 2010      | Alguien te mira | Médico    | Telemundo                 | Papel terciario, telenovela          |
| 2011-2012 | El talismán     | Juancho   | Univision                 | Papel secundario, telenovela         |
| 2011-2013 | Grachi          | Sebastián | Nickelodeon Latinoamérica | Papel secundario, telenovela juvenil |

### Cortometrajes
| Año  | Título        | Papel  |
| ---- | ------------- | ------ |
| 2010 | Fate´s Decree | Destin |
| 2011 | El Manantial  | Diego  |